# Eois lavinia
Eois lavinia là một loài bướm đêm trong họ Geometridae.